# Adama Guira
Adama Guira (Ouagadougou, 24 aprile 1988) è un ex calciatore burkinabé, di ruolo centrocampista.

## Carriera

### Club
Ha giocato nella prima divisione del Burkina Faso, in quella svedese ed in quella danese, oltre che nella seconda divisione spagnola e nella seconda divisione francese.

### Nazionale
Ha esordito in nazionale nel 2010. Ha partecipato alla Coppa d'Africa nel 2015, nel 2017, nel 2021 e nel 2023.

## Statistiche

### Cronologia presenze e reti in nazionale
| Cronologia completa delle presenze e delle reti in nazionale ― Burkina Faso | Cronologia completa delle presenze e delle reti in nazionale ― Burkina Faso | Cronologia completa delle presenze e delle reti in nazionale ― Burkina Faso | Cronologia completa delle presenze e delle reti in nazionale ― Burkina Faso | Cronologia completa delle presenze e delle reti in nazionale ― Burkina Faso | Cronologia completa delle presenze e delle reti in nazionale ― Burkina Faso | Cronologia completa delle presenze e delle reti in nazionale ― Burkina Faso | Cronologia completa delle presenze e delle reti in nazionale ― Burkina Faso |
| Data                                                                        | Città                                                                       | In casa                                                                     | Risultato                                                                   | Ospiti                                                                      | Competizione                                                                | Reti                                                                        | Note                                                                        |
| --------------------------------------------------------------------------- | --------------------------------------------------------------------------- | --------------------------------------------------------------------------- | --------------------------------------------------------------------------- | --------------------------------------------------------------------------- | --------------------------------------------------------------------------- | --------------------------------------------------------------------------- | --------------------------------------------------------------------------- |
| 6-9-2010                                                                    | Cannes                                                                      | Gabon                                                                       | 1 – 1                                                                       | Burkina Faso                                                                | Amichevole                                                                  | -                                                                           | Ingresso                                                                    |
| 17-11-2010                                                                  | Conakry                                                                     | Guinea                                                                      | 1 – 2                                                                       | Burkina Faso                                                                | Amichevole                                                                  | -                                                                           | 46’                                                                         |
| 2-6-2013                                                                    | Blida                                                                       | Algeria                                                                     | 2 – 0                                                                       | Burkina Faso                                                                | Amichevole                                                                  | -                                                                           |                                                                             |
| 13-1-2015                                                                   | Nelspruit                                                                   | Burkina Faso                                                                | 2 – 0                                                                       | Botswana                                                                    | Amichevole                                                                  | -                                                                           | 64’                                                                         |
| 6-6-2015                                                                    | Colombes                                                                    | Burkina Faso                                                                | 2 – 3                                                                       | Camerun                                                                     | Amichevole                                                                  | -                                                                           | 60’                                                                         |
| 13-6-2015                                                                   | Ouagadougou                                                                 | Burkina Faso                                                                | 2 – 0                                                                       | Comore                                                                      | Qual. Coppa d'Africa 2017                                                   | -                                                                           | 90’                                                                         |
| 5-9-2015                                                                    | Francistown                                                                 | Botswana                                                                    | 1 – 0                                                                       | Burkina Faso                                                                | Qual. Coppa d'Africa 2017                                                   | -                                                                           |                                                                             |
| 9-10-2015                                                                   | Troyes                                                                      | Burkina Faso                                                                | 1 – 4                                                                       | Mali                                                                        | Amichevole                                                                  | -                                                                           | 45’                                                                         |
| 12-11-2015                                                                  | Cotonou                                                                     | Benin                                                                       | 2 – 1                                                                       | Burkina Faso                                                                | Qual. Mondiali 2018                                                         | -                                                                           | 54’                                                                         |
| 17-11-2015                                                                  | Ouagadougou                                                                 | Burkina Faso                                                                | 2 – 0                                                                       | Benin                                                                       | Qual. Mondiali 2018                                                         | -                                                                           |                                                                             |
| 29-3-2016                                                                   | Kampala                                                                     | Uganda                                                                      | 0 – 0                                                                       | Burkina Faso                                                                | Qual. Coppa d'Africa 2017                                                   | -                                                                           | 89’                                                                         |
| 5-6-2016                                                                    | Moroni                                                                      | Comore                                                                      | 0 – 1                                                                       | Burkina Faso                                                                | Qual. Coppa d'Africa 2017                                                   | -                                                                           |                                                                             |
| 4-9-2016                                                                    | Ouagadougou                                                                 | Burkina Faso                                                                | 2 – 1                                                                       | Botswana                                                                    | Qual. Coppa d'Africa 2017                                                   | -                                                                           |                                                                             |
| 8-10-2016                                                                   | Ouagadougou                                                                 | Burkina Faso                                                                | 1 – 1                                                                       | Sudafrica                                                                   | Qual. Mondiali 2018                                                         | -                                                                           | 82’                                                                         |
| 12-11-2016                                                                  | Praia                                                                       | Capo Verde                                                                  | 0 – 2                                                                       | Burkina Faso                                                                | Qual. Mondiali 2018                                                         | -                                                                           |                                                                             |
| 7-1-2017                                                                    | Marrakech                                                                   | Burkina Faso                                                                | 2 – 1                                                                       | Mali                                                                        | Amichevole                                                                  | -                                                                           | 46’                                                                         |
| 4-2-2017                                                                    | Libreville                                                                  | Burkina Faso                                                                | 1 – 0                                                                       | Ghana                                                                       | Coppa d'Africa 2017 - Finale 3º-4º posto                                    | -                                                                           | 88’                                                                         |
| 24-3-2017                                                                   | Marrakech                                                                   | Marocco                                                                     | 2 – 0                                                                       | Burkina Faso                                                                | Amichevole                                                                  | -                                                                           | 45’                                                                         |
| 22-3-2018                                                                   | Limeil-Brévannes                                                            | Guinea-Bissau                                                               | 0 – 2                                                                       | Burkina Faso                                                                | Amichevole                                                                  | -                                                                           | 72’                                                                         |
| 22-3-2019                                                                   | Ouagadougou                                                                 | Burkina Faso                                                                | 1 – 0                                                                       | Mauritania                                                                  | Qual. Coppa d'Africa 2019                                                   | -                                                                           |                                                                             |
| 10-10-2019                                                                  | Chambly                                                                     | Burkina Faso                                                                | 0 – 1                                                                       | Gabon                                                                       | Amichevole                                                                  | -                                                                           |                                                                             |
| 17-11-2019                                                                  | Khartoum                                                                    | Sudan del Sud                                                               | 1 – 2                                                                       | Burkina Faso                                                                | Qual. Coppa d'Africa 2021                                                   | -                                                                           | 65’                                                                         |
| 12-11-2020                                                                  | Ouagadougou                                                                 | Burkina Faso                                                                | 3 – 1                                                                       | Malawi                                                                      | Qual. Coppa d'Africa 2021                                                   | -                                                                           |                                                                             |
| 16-11-2020                                                                  | Blantyre                                                                    | Malawi                                                                      | 0 – 0                                                                       | Burkina Faso                                                                | Qual. Coppa d'Africa 2021                                                   | -                                                                           |                                                                             |
| 24-3-2021                                                                   | Wakiso                                                                      | Uganda                                                                      | 0 – 0                                                                       | Burkina Faso                                                                | Qual. Coppa d'Africa 2021                                                   | -                                                                           | 74’ 82’                                                                     |
| 29-3-2021                                                                   | Ouagadougou                                                                 | Burkina Faso                                                                | 1 – 0                                                                       | Sudan del Sud                                                               | Qual. Coppa d'Africa 2021                                                   | -                                                                           | 83’                                                                         |
| 2-9-2021                                                                    | Marrakech                                                                   | Niger                                                                       | 0 – 2                                                                       | Burkina Faso                                                                | Qual. Mondiali 2022                                                         | -                                                                           | 81’                                                                         |
| 7-9-2021                                                                    | Marrakech                                                                   | Burkina Faso                                                                | 1 – 1                                                                       | Algeria                                                                     | Qual. Mondiali 2022                                                         | -                                                                           |                                                                             |
| 8-10-2021                                                                   | Marrakech                                                                   | Gibuti                                                                      | 0 – 4                                                                       | Burkina Faso                                                                | Qual. Mondiali 2022                                                         | -                                                                           |                                                                             |
| 11-10-2021                                                                  | Marrakech                                                                   | Burkina Faso                                                                | 2 – 0                                                                       | Gibuti                                                                      | Qual. Mondiali 2022                                                         | -                                                                           | 89’                                                                         |
| 12-11-2021                                                                  | Ouagadougou                                                                 | Burkina Faso                                                                | 1 – 1                                                                       | Niger                                                                       | Qual. Mondiali 2022                                                         | -                                                                           |                                                                             |
| 16-11-2021                                                                  | Blida                                                                       | Algeria                                                                     | 2 – 2                                                                       | Burkina Faso                                                                | Qual. Mondiali 2022                                                         | -                                                                           |                                                                             |
| 30-12-2021                                                                  | Abu Dhabi                                                                   | Mauritania                                                                  | 0 – 0                                                                       | Burkina Faso                                                                | Amichevole                                                                  | -                                                                           |                                                                             |
| 2-1-2022                                                                    | Dubai                                                                       | Burkina Faso                                                                | 3 – 0                                                                       | Gabon                                                                       | Amichevole                                                                  | -                                                                           |                                                                             |
| 9-1-2022                                                                    | Yaoundé                                                                     | Camerun                                                                     | 2 – 1                                                                       | Burkina Faso                                                                | Coppa d'Africa 2021 - 1º turno                                              | -                                                                           |                                                                             |
| 13-1-2022                                                                   | Yaoundé                                                                     | Capo Verde                                                                  | 0 – 1                                                                       | Burkina Faso                                                                | Coppa d'Africa 2021 - 1º turno                                              | -                                                                           |                                                                             |
| 17-1-2022                                                                   | Bafoussam                                                                   | Burkina Faso                                                                | 1 – 1                                                                       | Etiopia                                                                     | Coppa d'Africa 2021 - 1º turno                                              | -                                                                           |                                                                             |
| 23-1-2022                                                                   | Limbe                                                                       | Burkina Faso                                                                | 1 – 1 dts (8 - 7 dtr)                                                       | Gabon                                                                       | Coppa d'Africa 2021 - Ottavi di finale                                      | -                                                                           | 9’                                                                          |
| 29-1-2022                                                                   | Garoua                                                                      | Burkina Faso                                                                | 1 – 0                                                                       | Tunisia                                                                     | Coppa d'Africa 2021 - Quarti di finale                                      | -                                                                           |                                                                             |
| 2-2-2022                                                                    | Yaoundé                                                                     | Burkina Faso                                                                | 1 – 3                                                                       | Senegal                                                                     | Coppa d'Africa 2021 - Semifinale                                            | -                                                                           | 28’ 81’                                                                     |
| 24-3-2022                                                                   | Pristina                                                                    | Kosovo                                                                      | 5 – 0                                                                       | Burkina Faso                                                                | Amichevole                                                                  | -                                                                           |                                                                             |
| 29-3-2022                                                                   | Anderlecht                                                                  | Belgio                                                                      | 3 – 0                                                                       | Burkina Faso                                                                | Amichevole                                                                  | -                                                                           | 10’                                                                         |
| 24-3-2023                                                                   | Marrakech                                                                   | Burkina Faso                                                                | 1 – 0                                                                       | Togo                                                                        | Qual. Coppa d'Africa 2023                                                   | -                                                                           | 52’                                                                         |
| 28-3-2023                                                                   | Lomé                                                                        | Togo                                                                        | 1 – 1                                                                       | Burkina Faso                                                                | Qual. Coppa d'Africa 2023                                                   | -                                                                           |                                                                             |
| 19-6-2023                                                                   | Praia                                                                       | Capo Verde                                                                  | 3 – 1                                                                       | Burkina Faso                                                                | Qual. Coppa d'Africa 2023                                                   | -                                                                           |                                                                             |
| 8-9-2023                                                                    | Marrakech                                                                   | Burkina Faso                                                                | 0 – 0                                                                       | eSwatini                                                                    | Qual. Coppa d'Africa 2023                                                   | -                                                                           |                                                                             |
| 12-9-2023                                                                   | Lens                                                                        | Marocco                                                                     | 1 – 0                                                                       | Burkina Faso                                                                | Amichevole                                                                  | -                                                                           |                                                                             |
| 13-10-2023                                                                  | Malabo                                                                      | Guinea Equatoriale                                                          | 0 – 0                                                                       | Burkina Faso                                                                | Amichevole                                                                  | -                                                                           | 85’                                                                         |
| 17-10-2023                                                                  | Casablanca                                                                  | Mauritania                                                                  | 1 – 2                                                                       | Burkina Faso                                                                | Amichevole                                                                  | -                                                                           |                                                                             |
| 5-1-2024                                                                    | Kish                                                                        | Iran                                                                        | 2 – 1                                                                       | Burkina Faso                                                                | Amichevole                                                                  | -                                                                           | 77’                                                                         |
| 10-1-2024                                                                   | Abu Dhabi                                                                   | RD del Congo                                                                | 1 – 2                                                                       | Burkina Faso                                                                | Amichevole                                                                  | -                                                                           |                                                                             |
| 16-1-2024                                                                   | Bouaké                                                                      | Burkina Faso                                                                | 1 – 0                                                                       | Mauritania                                                                  | Coppa d'Africa 2023 - 1º turno                                              | -                                                                           |                                                                             |
| 20-1-2024                                                                   | Bouaké                                                                      | Algeria                                                                     | 2 – 2                                                                       | Burkina Faso                                                                | Coppa d'Africa 2023 - 1º turno                                              | -                                                                           | 39’                                                                         |
| Totale                                                                      |                                                                             | Presenze                                                                    | 53                                                                          |                                                                             | Reti                                                                        | 0                                                                           |                                                                             |